# باجتولا
باجتولا (به لاتین: Bajetula) یک منطقهٔ مسکونی در بنگلادش است که در ناحیه چاندپور واقع شده‌است.